# Эз-Зарка (река)
Эз-За́рка (араб. نهر الزرقاء‎) — река в Иордании, крупный приток реки Иордан. Площадь бассейна — 3900 км².
Упоминается в Библии под названием Иавок (ивр. יַבּוֹק‎ — Ябо́к, Яббо́к).
Исток находится к северу от города Эз-Зарка при слиянии двух вади: Вади-эль-Джурф и Вади-Дулейль. Бассейн охватывает наиболее густонаселённые районы Иордании к востоку от Иордана.
Река сильно загрязнена бытовыми и промышленными стоками.
В долине реки Эз-Зарка в отложениях формации Даукара (Dawqara Formation), датируемых возрастом 1,95—2,48 млн лет назад, найдены орудия олдувайской культуры и окаменелости млекопитающих.